# A che servono questi quattrini
A che servono questi quattrini è una commedia teatrale del 1940, scritta da Armando Curcio (1900-1957). 

## Storia
La commedia fu portata in scena al teatro Quirino di Roma l'8 maggio 1940 dalla compagnia di Eduardo De Filippo. 
Due anni dopo, nel 1942, ne fu tratto  un 
film, A che servono questi quattrini?, diretto dal regista Esodo Pratelli e interpretato da Eduardo e Peppino De Filippo.